# Перметрин
Перметрин — це ліки та інсектицид. Як лікарський засіб використовується для лікування корости та вошей . Наноситься на шкіру у вигляді крему або лосьйону. Як інсектицид, його можна розпорошити на одяг або москітні сітки, щоб знищити комах, які до них торкаються.
Побічні ефекти включають висип та подразнення в області застосування.Використання під час вагітності очевидно, безпечно.Він схвалений для використання людьми старше двох місяців.Перметрин відноситься до сімейства піретроїдних препаратів. Він працює, порушуючи функцію нейронів вошей і коростяних кліщів.
Перметрин був відкритий у 1973 році Він входить до списку основних лікарських засобів Всесвітньої організації охорони здоров'я. У 2017 році це був 410-й найбільш часто виписуваний препарат у Сполучених Штатах із понад 150 тисячами рецептів.

## Використання

### Інсектицид
- У сільському господарстві для захисту посівів (недоліком є те, що це смертельно для бджіл)
- У сільському господарстві для знищення паразитів худоби
- Для боротьби з промисловими та домашніми комахами
- У текстильній промисловості для запобігання нападу комах вовняних виробів
- В авіації ВООЗ, IHR та ICAO проводять дезінсекцію літаків, що прибувають, перед посадкою, відправленням, зниженням або висадкою в певних країнах. Дезінсекцію літака засобами на основі перметрину рекомендується проводити тільки перед посадкою. Перед вильотом (після посадки), на вершині спуску або по прибутті, рекомендовані авіаційні інсектициди на основі d-фенотрину (1R-трансфенотрин).

### Засіб від комах
- Як засіб індивідуального захисту перметрин наносять на одяг. Це тканина, яка просочена, особливо в протимоскітних сітках і польових речах. Зауважте, що хоча перметрин може продаватися як засіб від комах, він не перешкоджає висадці комах. Замість цього він вбиває чи дезорієнтує комах, перш ніж вони зможуть вкусити.[15]
- У нашийниках або обробці від бліх для домашніх тварин (безпечний для собак, але не котів)
- При обробці деревини

### Медичне використання
Перметрин доступний для місцевого застосування у вигляді крему або лосьйону. Його рекомендовано для лікування та профілактики у осіб, які заражені вошами та лікуються від корости .
Для лікування корости: Дорослим і дітям старше 2 місяців рекомендовано наносити крем на все тіло від голови до підошов ніг. Змийте крем через 8-14 годин. Загалом, одного застосування достатньо для лікування.
Для лікування вошей: нанести на волосся, шкіру голови та шиї після миття голови. Залиште на 10 хвилин і змийте. Уникайте контакту з очима.

### Боротьба зі шкідниками / ефективність та стійкість
У сільському господарстві перметрин, головним чином, використовується на посівах бавовни, пшениці, кукурудзи та люцерни. Його використання викликає суперечки, оскільки, як хімічна речовина широкого спектру дії, він вбиває без розбору; крім передбачуваних шкідників, він може завдати шкоди корисним комахам, включаючи медоносних бджіл, а також кішкам і водним мешканцям.
Перметрин вбиває кліщів і комарів при контакті з обробленим одягом. Спосіб зменшення популяції оленячих кліщів шляхом лікування переносників гризунів передбачає набивання біорозкладних картонних трубок бавовною, обробленої перметрином. Миші збирають бавовну для підкладки своїх гнізд. Перметрин на бавовні вбиває будь-яких незрілих кліщів, які харчуються мишами.
Перметрин використовується в тропічних районах для запобігання захворюванням, що передаються комарами, таким як гарячка денге та малярія . Москітні сітки, якими накривають грядки, можна обробити розчином перметрину. Це підвищує ефективність сітки для ліжка, знищуючи паразитичних комах, перш ніж вони зможуть знайти щілини або дірки в сітці. Персонал, який працює в ендемічних через малярію районах, також може бути проінструктований обробляти свій одяг перметрином.
Перметрин є найпоширенішим інсектицидом у всьому світі для захисту вовни від ороговілих комах, таких як Tineola bisselliella .
Щоб краще захистити солдатів від ризику та неприємностей кусаючих комах, британська та американська армії обробляють перметрином всю нову форму.
Перметрин (як й інші довгострокові піретроїди) діє протягом кількох місяців, особливо при застосуванні в приміщенні. Міжнародні дослідження повідомляють, що перметрин можна виявити в домашньому пилу, дрібних частинках та на внутрішніх поверхнях навіть через багато років після застосування. Швидкість його розкладення у приміщеннях становить приблизно 10 % через 3 місяці.

### Опір
Всупереч найпоширенішому механізму еволюції резистентності до інсектицидів  –  відбору для вже існуючих низькочастотних алелів  –  у Aedes aegypti стійкість до перметрину виникла через механізм, загальний для піретроїдів і ДДТ, знаний як мутації "резистентності до нокдауну" (kdr). García et al 2009 виявили, що алель kdr швидко поширюється по Мексиці і нещодавно став там домінуючим.

## Побічні ефекти
Застосування перметрину може викликати легке подразнення шкіри та печіння. Перметрин має незначну системну абсорбцію і вважається безпечним для місцевого застосування у дорослих і дітей віком від двох місяців. FDA присвоїло його як вагітність категорії B. Дослідження на тваринах не показали жодного впливу на фертильність або тератогенність, але дослідження на людях не проводилися. Екскреція перметрину з грудним молоком невідома, тому на час лікування рекомендується тимчасово припинити грудне вигодовування. Шкірні реакції зустрічаються нечасто. Надмірний вплив перметрину може викликати нудоту, головний біль, м'язову слабкість, надмірне слиновиділення, задишку та судоми . Вплив хімічної речовини на працівників можна контролювати шляхом вимірювання метаболітів у сечі, тоді як серйозне передозування може бути підтверджено вимірюванням перметрину в сироватці або плазмі крові .
Перметрин не має помітної генотоксичності або імунотоксичності для людей і сільськогосподарських тварин, але EPA класифікує його як ймовірний канцероген для людини при прийомі всередину на основі відтворюваних досліджень, під час яких у мишей, яких годували перметрином, розвивалися пухлини печінки та легенів.

## Фармакокінетика
Перметрин — це хімічна речовина, віднесена до групи піретроїдних інсектицидів. Хімічні речовини сімейства піретроїдів створені для імітації хімічних речовин, що містяться в квітці хризантеми .

### Поглинання
Всмоктування перметрину під час місцевого застосування мінімальне. Одне дослідження in vivo продемонструвало 0,5 % всмоктування протягом перших 48 годин на основі виведення метаболітів із сечею.

### Розповсюдження
Розподіл перметрину вивчено на моделях щурів, при цьому найбільша кількість накопичується в жирі та мозку. Це можна пояснити ліпофільною природою молекули перметрину.

### Обмін речовин
Метаболізм перметрину відбувається переважно в печінці, де молекула піддається окисленню системою цитохрому Р450, а також гідролізу до метаболітів. Виведення цих метаболітів відбувається шляхом виведення з сечею.

## Стереохімія
Перметрин має чотири стереоізомери (дві енантіомерні пари), що виникають із двох стереоцентрів у циклопропановому кільці. Трансенантіомерна пара знана як трансперметрин. (1 R ,3 S)- транс і (1 R ,3 R)- цис -енантіомери відповідають за інсектицидні властивості перметрину.

(1 S ,3 R )- транс -енантіомер
(1 R ,3 S )- транс -енантіомер
(1 S ,3 S )- цис -енантіомер
(1 R ,3 R )- цис -енантіомер

## Історія
Вперше перметрин був виготовлений у 1973 році
Існують численні синтетичні шляхи виробництва попередника DV-кислотного ефіру. Шлях, знаний як процес Курарай, складається з чотирьох кроків. Загалом, останнім етапом повного синтезу будь-якого із синтетичних піретроїдів є з'єднання ефіру DV-кислоти та спирту. У разі синтезу перметрину DV-кислота циклопропанкарбонова кислота, 3-(2,2-дихлоретиніл)-2,2-диметил-, етиловий ефір, з'єднується зі спиртом, м-феноксибензиловим спиртом, за допомогою реакції переетерифікації з бази. В якості основи можна використовувати тетраізопропілтитанат або етоксид натрію .
Попередник спирту можна приготувати в три етапи. Спочатку м-крезол, хлорбензол, гідроксид натрію, гідроксид калію та хлорид міді реагують з утворенням м-фенокситолуолу . По-друге, окислення м-фенокситолуолу над діоксидом селену утворює м-феноксибензальдегід . По-третє, реакція Канніццаро бензальдегіду у формальдегіді та гідроксиді калію дає м-феноксибензиловий спирт.

## Торговельні назви
У скандинавських країнах та Північній Америці склад перметрину для лікування вошей продається під торговою назвою Nix, доступний без рецепта. Британський бренд Johnson & Johnson Lyclear охоплює асортимент різних продуктів, переважно неінсектицидних, але деякі з них засновані на перметрині.
Більші концентрації перметрину використовуються для лікування корости (яка вбудовується всередині шкіри), порівняно з вошами (які залишаються поза шкірою). У США більш концентровані продукти, такі як Elimite, відпускаються лише за рецептом.

## Вплив на тварин
Відомо, що він дуже токсичний для кішок, риб і водних видів з довготривалим ефектом.

### Кішки та собаки
Перметрин токсичний для кішок, однак він мало впливає на собак. Пестицидний перметрин токсичний для кішок. Багато кішок гинуть після лікування від бліх, призначених для собак, або від контакту з собаками, які нещодавно отримували перметрин. У кішок це може викликати підвищену збудливість, тремтіння, судоми та смерть.
Токсичний вплив перметрину може викликати кілька симптомів, включаючи судоми, гіперестезію, гіпертермію, гіперсалівацію та втрату рівноваги та координації. Вплив ліків, отриманих з піретроїдів, таких як перметрин, вимагає лікування у ветеринара, інакше отруєння часто закінчується летальним результатом. Ця непереносимість пов'язана з дефектом глюкуронілтрансферази, поширеного ферменту детоксикації в інших ссавців, що також робить кішку непереносимою парацетамолу (ацетамінофен). Застосування будь-яких зовнішніх паразитарних засобів на основі перметрину протипоказано кішкам.

### Водні організми
Перметрин внесений до списку речовин з обмеженим використанням Агентством з охорони навколишнього середовища США (EPA) через його високу токсичність для водних організмів, тому перметрин та забруднену перметрином воду слід належним чином утилізувати. Перметрин досить стабільний, його період напіврозпаду становить 51–71 день у водному середовищі під впливом світла. Він також дуже стійкий у ґрунті.